# Browerville, Minnesota
Browerville, Minnesota (енгл. Browerville) град је у америчкој савезној држави Минесота.

## Демографија
По попису из 2010. године број становника је 790, што је 55 (7,5%) становника више него 2000. године.
| Група             | 2000.       | 2010.       |
| Белци             | 716 (97,4%) | 737 (93,3%) |
| Афроамериканци    | 0 (0,0%)    | 5 (0,6%)    |
| Азијати           | 4 (0,5%)    | 4 (0,5%)    |
| Хиспаноамериканци | 7 (1,0%)    | 30 (3,8%)   |
| Укупно            | 735         | 790         |